# Fusa
Fusa er en tidligere kommune i der lå i det daværende Hordaland nu Vestland fylke, i Norge. Kommunen grænser i nord til Samnanger, i øst til Kvam og i syd til Kvinnherad. I vest er Bjørnafjorden og Fusafjorden, og på anden side ligger kommunerne Tysnes og Os.
Fra 1. januar 2020 blev Os og Fusa kommuner lagt sammen til Bjørnafjorden kommune.
Fusa kommune har en rig historie. Fusa var i perioden fra 1837 til 1854 en del af Ous herred sammen med Samnanger og Os. Fusa blev skilt fra Ous og blev selvstændig kommune i 1855. I perioden 1903 til 1963 var Fusa igen delt i tre kommuner efter sognegrænserne. Fusa, Strandvik og Hålandsdal. Derefter blev kommunen igen samlet til et «rige». Kommunecenteret i den nye Fusa kommune blev Eikelandsosen.

## Kongedømmet Fusa
21. juni 2003 blev Fusa kommune erklæret som selvstændig stat. Kunstneren Morten Holmefjord blev af formanden i ældrerådet kronet til vicekonge. Kommunen blev dermed til Kongedømmet Fusa. 21. juni 2004 udgav Fusa Centralbank den nye valuta «fusisk krune» (FSK). En fusisk krune har samme værdi som hundrede norske kroner. I efteråret 2005 fik vicekongen et sviende nederlag i en folkeafstemning, om Fusa skulle fortsætte som egen stat eller gå tilbage i union med Norge. Vicekongen abdicerede ved årsskiftet 2005/2006 og gik i eksil i Uruguay.

## Erhvervsliv
Eikelandsosen kraftværk udnytter energien i faldet mellem Botnavatnet og Eikelandsfjorden.